# イ・ジョンシン
イジョンシン（朝鮮語: 이정신、（漢字名）李正信、1991年9月15日 - ）は、韓国の歌手、俳優。男性3人組バンド CNBLUEのベース、ラップ、ボーカルを担当している。

## 略歴
3人組グループ、CNBLUEのメンバーで、ラップとベースを担当している。また、チームの中でUntouchableというイメージをもっており、1月11日、CNBLUEのティーザーが公開された。ティーザー公開して、1月14日アルバム発売とショーケースを始まりに韓国での歌手活動を始めた。日本のライブなどではジョンシンの漢字名が正信という事から「まさのぶ」と呼ばれる事も多い。
CNBLUEの同じメンバーのチョン・ヨンファがMBC『私たち結婚しました』に出演する時、時々出演し、チョン・ヨンファの妻役で共演した少女時代のソヒョンに「ジョンシンチング」というニックネームを付けられた。 
2011年には4minuteの『Heart To Heart』のミュージックビデオに出演している。
2018年、写真家の兄イ・ヨンシンと共にミャンマーの子供たちのための公益写真展「タンポポの花の種を吹きました」を開催。
写真展は狎鴎亭（アックジョン）Canonギャラリー地下1階で6月1日から10日まで、午前11時から午後8時まで開催され、写真展で販売される展示写真、及びグッズの収益金はミャンマーの子供たちの奨学金として寄付される。
2018年7月入隊、2020年3月除隊。

## 出演

### ドラマ
- いとしのソヨン（2012年 - 2013年、KBS）- カン・ソンジェ 役[3]
- 棚ぼたのあなた（2012年、KBS2） - ゲスト出演（第42話）[4]
- 剣と花（2013年、KBS） - シウ 役[5]
- 誘惑（2014年、SBS） - ナ・ホンギュ 役[6]
- ありがとう、息子よ（スペシャルドラマ）（2015年、KBS2） - チャン・シウ 役
- 匂いを見る少女（2015年、SBS） - カメオ出演（アイドルスター）（第6話）[7]
- Click Your Heart（2016年、ウェブドラマ）  - カメオ出演（担任の先生）
- シンデレラと4人の騎士〈ナイト〉（2016年、tvN） - カン・ソウ役
- 猟奇的な彼女（2017年、SBS） - カン・ジュニョン 役
- ラブ・トライアングル～また君に恋をする（2018年、SBS Plus） - カン・シヌ 役
- ボイス2（2018年） - カメオ出演
- サマーガイズ（2021年） - ソヌ ・チャン役
- 流れ星（2022年、tvN)ト•スヒョク役
- ７人の脱出season２―リベンジ―（2024年、SBS）-ファン・チャンソン役

### ドキュメンタリー、バラエティ
- セクションTV芸能通信（2013年、MBC）[9]
- 正月特集アイドルスター陸上 アーチェリー選手権大会（2013年、MBC）[10]
- ハッピーサンデー-マンマミーア（2013年、KBS 2）[11]
- チョンダムドン111（2014年、tvN）[12]
- ファッション王－秘密の箱 シーズン3（2015年、SBS Plus）[13]
- 拳を握って少林寺2（2015年、SBS）
- チョン・ヨンファのホログラム（2015年、Mnet）[14]
- 学校に行ってきます（2015年、JTBC） - エピソード30-33にゲスト出演[15]
- 対話が必要なペット（2018年、Mnet）[16]

### 音楽番組
- THE SHOW：ALL ABOUT K-POP（2014年、SBS MTV） - MC ※AFTERSCHOOLのリジと共同MC
- M COUNTDOWN（2015年3月 - 、Mnet） - MC ※SHINeeのキーと共同MC

### シングル
- Blue Orion（2019年）

### ミュージック・ビデオ
- 4minute「Heart To Heart」（2011年）

### 雑誌
- バザール（2010年3月号）※カン・ミンヒョクと共に

## イベント

### ファンミーティング
| 日程                | タイトル                                                                    | 会場                                                                                   |
| ------------------- | --------------------------------------------------------------------------- | -------------------------------------------------------------------------------------- |
| 2017年7月18日       | イ・ジョンシン 1st Solo Fanmeeting in Japan ～Untouchable ワン!derland IV～ | 中野サンプラザ（東京）昼・夜                                                           |
| 2018年7月15日・18日 | イ・ジョンシン Solo Fanmeeting 2018 in Japan ～Bon voyage!～                | 7月15日・東京国際フォーラムホールC（東京）昼・夜 7月18日・オリックス劇場（大阪）昼・夜 |

### ファッションショー
- 2015 S/S ソウルファッションウィーク　SONGZIOコレクション（2014年）
- 2015 F/W ソウルファッションウィーク　SONGZIOコレクション（2015年）
- 2015 F/W ソウルファッションウィーク　Kwakhyunjoo Collection（2015年）
- 2017 S/S HERA ソウルファッションウィーク　のソン・ジオコレクション（2016年）

### その他
- DKNY 2012 F/Wコレクション（2012年）CNBLUEのイ・ジョンヒョンと
- 2015 S/S　ソウルファッションウィーク the studio Kコレクション（2014年）[17]
- HELIANTHUS（2014年）
- LANVIN SPORTS（2014年）CNBLUEのイ・ジョンヒョンと
- 2014 第9回乳がんキャンペーン　LOVE YOUR W（2014年）[18]

## 受賞歴
- 第1回Asia Artist Awards - ドラマ部門 ニューウェーブ賞（2016年）[19]